# 宮城県道143号多賀城停車場線
宮城県道143号多賀城停車場線（みやぎけんどう143ごう たがじょうていしゃじょうせん）は、宮城県多賀城市のJR多賀城駅と国道45号とを結ぶ一般県道である。

## 概要

### 路線データ
- 起点：多賀城駅
- 終点：多賀城市八幡三丁目
- 実延長：0.26 km[1]

## 地理

### 通過する自治体
- 多賀城市

### 交差する道路
- 国道45号